# Taeniophyllum confertum
Taeniophyllum confertum là một loài thực vật có hoa trong họ Lan. Loài này được B.Gray & D.L.Jones miêu tả khoa học đầu tiên năm 1985.